# Verwaltungsgemeinschaft Wasungen
De Verwaltungsgemeinschaft Wasungen was een gemeentelijk samenwerkingsverband in het Thüringische landkreis Schmalkalden-Meiningen. Er waran drie gemeenten  aangesloten.

## Geschiedenis
De Verwaltungsgemeinschaft werd op 11 oktober 1991 gevormd en op 29 juni 1995 opgeheven. De gemeenten vormden met de gemeenten van de eveneens op die dag opgeheven Verwaltungsgemeinschaften Amt Sand en Walldorf de Verwaltungsgemeinschaft Wasungen-Amt Sand.

## Deelnemende gemeenten
1. Friedelshausen
2. Mehmels
3. Wasungen